# 包谷酒
包谷酒即一种用包谷（玉米）作为原料的蒸馏酒，因为玉米成本低，所以在中国农村非常流行，有时也被称为玉米白酒。包谷酒一般多为家酿。